# Coniogramme nanchuanensis
Coniogramme nanchuanensis là một loài thực vật có mạch trong họ Adiantaceae. Loài này được Ching & K.H. Shing miêu tả khoa học đầu tiên năm 1984.